# Taby Árpád
Vitéz Taby Árpád, teljes nevén: Taby Árpád Elek Béla (Nyitragerencsér, Nyitra vármegye, 1896. július 16. – Thalham, Ausztria, 1973. augusztus 21.) magyar katonatiszt, testőrőrnagy, országgyűlési képviselő; a maga korában a világ legrangosabb katonai kitüntetésének számító Katonai Mária Terézia-rend lovagkeresztjének egyik birtokosa.

## Élete
1896. július 16-án született Nyitragerencséren, római katolikus vallású családban. Szülei Táby Mihály honvédkapitány és Dobay Mária voltak.
1907-ben a kismartoni katonai alreáliskolában kezdte meg katonai tanulmányait, utána elvégezte a kassai hadapródiskolát is. 1915 márciusában avatták zászlóssá, s még azon a tavaszon, májusban ki is vezényelték a harctérre. Az egri volt közös 60. gyalogezred kötelékében harcolt olasz, szerb, román, montenegrói és orosz hadszíntereken, összesen harminchat hónapot töltött frontszolgálatban. Egy ízben meg is sebesült, illetve az asiagói csatában gázsérülést is szenvedett.
Egyike lett a háború legtöbb kitüntetést szerzett magyar katonatisztjeinek: birtokosa volt a Mária Terézia-rend lovagkeresztjének, a Lipót-rend lovagkeresztjének, a Vaskorona-rend és a Katonai Érdemkereszt III. osztályának, az ezüst és bronz katonai érdeméremnek – valamennyinek a hadiékítményekkel és kardokkal –, a nagy ezüst és bronz Vitézségi Éremnek, a Károly-csapatkeresztnek és a sebesülési éremnek egy sávval. Rendkívül bátor magatartásáért soron kívüli előléptetésben is részesült, e módon került sor főhadnaggyá történő kinevezésére.
A háború végét követően azonnal bekapcsolódott az ellenforradalmi mozgalmakba, különösen nagy szerepe volt az egri ellenforradalmi megmozdulásban. A forradalom első napjaiban tanúsított magatartásáért ezredparancsnoki elismerésben is részesült. Részt vett a nemzeti hadsereg megszervezésében, és Horthy Miklós fővezérrel együtt vonult be Budapestre. Részt vett, már mint főhadnagy, a pörgölényi, a kirchschlagi és a felsőőri összecsapásban is.
Az alkotmányosság helyreállta után egy ideig a csendőrségnél teljesített szolgálatot, majd testőrként helyezkedett el, és mint testőrtiszt, őrnagyi rendfokozatban ment nyugdíjba 1939-ben, parlamenti képviselővé való megválasztása előtt. Az az évi általános választásokon a gyöngyösi választókerületben szerzett parlamenti mandátumot a kormányzó Magyar Élet Pártja színeiben, közel ötezer szótöbbséget szerezve kisgazdapárti ellenfelével szemben. A képviselőházban a külügyi bizottság tagjának választották meg.
Mint testőrtiszt, elnyerte a kormányzói dicsérő elismerés koronás ezüst és bronz érdemérmét. Társelnöke volt a Társadalmi Egyesületek Szövetségének, díszelnöke a Baross Szövetség gyöngyösi szervezetének. Díszpolgárrá választották a Heves vármegyei Atkáron és Horton, az akkor Nógrád vármegyei (ma szintén Heves megyéhez tartozó) Heréden és a Bács-Bodrog vármegyei Csávolyban is.

### Tagsága a Mária Terézia-rendben
A Katonai Mária Terézia-rendbe való felvételének alapját az alábbi fegyverténye képezte.
A 126. gyalogezred 1918. június 28-án kapott parancsot arra, hogy a Monte di Val Bella nevű észak-olaszországi magaslaton küzdő csapatokat – mikor a hegy még az osztrák-magyar csapatok ellenőrzése alatt állt – váltsa fel a 30-ára virradó éjjel. Ehhez szokás szerint az ezredparancsnok és több tiszt is előreindult, ellenben Taby főhadnagy jó ösztönnel kérelmezte, hogy ne kelljen csatlakoznia az átvevő részhez, hanem hadd maradhasson az ezrednél, ahol parancsai alá helyezték az eperjesi zászlóalj géppuskáit is. Az ezred hajnalban ért az állás mögé, de nem pihenhetett meg, mert visszamenekülő sebesültek és csapattöredékek azt a hírt hozták, hogy egy erős olasz támadás szétverte az első vonalban levő dandárt, sőt fogságba került a felváltásra előrement tisztek zöme is. Megmenekült azonban az ezredparancsnok, aki ezredét azonnal ellentámadásra rendelte.
Az ellentámadás nem indult szerencsésen: az eperjesi zászlóalj rögtön olyan ágyútűzbe került, hogy szétugrott. Ekkor Taby főhadnagy felsőbb parancs bevárása nélkül átvette az irányítást: ellentámadásra vezette zászlóalját, s a támadás útját 8 géppuskájának célszerű csoportosításából adott megsemmisítő tüzével nyitotta meg. Ez eredményre is vezetett: a zászlóalj egymás után három állásukból verte ki az olaszokat, majd rövid közelharc árán és aránylag csekély veszteséggel visszaszerezte a Monte di Val Bellát. Akciójuk révén ráadásul felszabadultak korábban elrejtőzött, már elveszettnek vélt csapatrészek és megmenekültek az állás mögött, kezelő legénység nélkül maradt hegyiágyúk és aknavetők is.
Hátravolt még azonban a visszaszerzett Monte di Val Bella megtartása is, ám Taby ezt is jól szervezte meg: a megismétlődő ellentámadásokat egységei rendre visszaverték. A védelem megszervezése terén egyik első dolga az volt, hogy a küzdőtéren szertehagyott géppuskákat összegyűjtesse, ily módon géppuskái számát majdnem megnégyszerezte, 8-ról 28-ra emelte. A megnövekedett géppuska-mennyiséghez szükséges kezelőlegénységet a maga eredeti géppuskásaiból és a zászlóalj további ügyesebb embereiből állította ki, míg a zászlóalj megmaradt legénységének a géppuskák fedezetét osztotta szerepéül.
Érdemességét a Rend 1931. október 3-án állapította meg.